# مجزرة قصر الرحاب
مجزرة قصر الرحاب (بالإنجليزية: Al-Rihab Palace Massacre) هي حادثة دامية وقعت في بغداد صبيحة 14 يوليو 1958، وأسفرت عن مقتل الملك فيصل الثاني وغالبية أفراد العائلة المالكة الهاشمية داخل قصر الرحاب، وذلك خلال تنفيذ ثورة 14 تموز التي قادها ضباط من الجيش العراقي أنهوا بها النظام الملكي وأعلنوا قيام الجمهورية العراقية الأولى.

## الخلفية
تأسست المملكة العراقية عام 1921 بدعم من الانتداب البريطاني، تحت قيادة الملك فيصل الأول. وعلى الرغم من بعض مظاهر التحديث، إلا أن النظام الملكي واجه تحديات مستمرة تمثلت في الانقلابات، والاضطرابات الاجتماعية، والنفوذ الأجنبي، في منتصف الخمسينيات، ازداد السخط الشعبي على خلفية توقيع حلف بغداد عام 1955، ومواقف الحكومة من أزمة السويس 1956، مما غذى الحركات القومية واليسارية داخل الجيش، ظهر تنظيم سري أطلق عليه اسم "الضباط الأحرار" مستلهمًا التجربة المصرية، وضم شخصيات بارزة مثل عبد الكريم قاسم وعبد السلام عارف، الذين قرروا الإطاحة بالنظام الملكي في صيف 1958.

## أحداث المجزرة
في الساعات الأولى من صباح 14 يوليو، اقتحمت قوة بقيادة عبد السلام عارف القصر الملكي، وطلبت من أفراد العائلة المالكة الاستسلام. فخرج الملك فيصل الثاني برفقة خاله الأمير عبد الإله وجدته الملكة نفيسة وزوجة عبد الإله الأميرة هيام، بالإضافة إلى بعض الخدم والحاشية.
تم إطلاق النار عليهم، مما أدى إلى مقتل الملك فيصل، والأمير عبد الإله، والملكة نفيسة، وخدم آخرين. نُقلت الأميرة هيام إلى المستشفى مصابة بجروح خطيرة لكنها نجت، في حين نجت الأميرة بديعة بنت علي لأنها لم تكن موجودة في القصر، وهربت لاحقًا إلى السفارة السعودية.

## ردود الفعل
أثارت طريقة مقتل العائلة المالكة صدمة لدى العديد من الدول، خاصة الأردن والسعودية وبريطانيا، التي رأت في المجزرة خرقًا للأعراف الدبلوماسية والإنسانية، لكن من ناحية أخرى، خرجت مظاهرات مؤيدة للثورة في مدن عراقية عدة، حيث رأى كثير من المواطنين أن الثورة أنهت "عهداً تابعاً للاستعمار".

## التأثير السياسي
بعد المجزرة، أعلن عبد الكريم قاسم تأسيس الجمهورية العراقية، وألغى الملكية رسميًا، وتم تعيينه رئيسًا للوزراء والقائد العام للقوات المسلحة. بدأ النظام الجديد بإجراءات إصلاحية منها قانون الإصلاح الزراعي، وتأميم الشركات البريطانية، وتوسيع التعليم.

## الإرث والجدل
تُعد مجزرة قصر الرحاب من أكثر الأحداث إثارة للجدل في تاريخ العراق الحديث. حيث يعتبرها البعض "تحررًا من حكم نخبوي تابع"، في حين يراها آخرون "جريمة قتل بشعة بحق عائلة لم تقاوم". وما تزال آراء المؤرخين متباينة حول دوافع العنف المفاجئ ضد العائلة المالكة.